# Sphaeradenia pulchra
Sphaeradenia pulchra är en enhjärtbladig växtart som beskrevs av R.Erikss. Sphaeradenia pulchra ingår i släktet Sphaeradenia och familjen Cyclanthaceae. Inga underarter finns listade.